# Донп'єр (Во)
Донп'єр (фр. Dompierre) — громада  в Швейцарії в кантоні Во, округ Бруа-Вюлі.

## Географія
Громада розташована на відстані близько 55 км на південний захід від Берна, 28 км на північний схід від Лозанни.
Донп'єр має площу 3,2 км², з яких на 5,5% дозволяється будівництво (житлове та будівництво доріг), 72,9% використовуються в сільськогосподарських цілях, 21,5% зайнято лісами, 0% не є продуктивними (річки, льодовики або гори).

## Демографія
2019 року в громаді мешкало 233 особи (-7,5% порівняно з 2010 роком), іноземців було 12,4%. Густота населення становила 73 осіб/км².
За віковим діапазоном населення розподілялося таким чином: 14,6% — особи молодші 20 років, 66,5% — особи у віці 20—64 років, 18,9% — особи у віці 65 років та старші. Було 97 помешкань (у середньому 2,4 особи в помешканні).
Із загальної кількості 66 працюючих 28 було зайнятих в первинному секторі, 24 — в обробній промисловості, 14 — в галузі послуг.